# Neoitamus leucopogon
Neoitamus leucopogon är en tvåvingeart som beskrevs av Meijere 1913. Neoitamus leucopogon ingår i släktet Neoitamus och familjen rovflugor. Inga underarter finns listade i Catalogue of Life.